# Венера (албум)
Венера је други студијски албум певачице Романе Панић. Албум је сниман из два дела, последња песма са албума је снимљена током 2000. године, док су остале песме снимане у периоду од марта до јуна 2001. године, а све песме су снимане у београдском студију Lucky sound. Албум је издат је 2001 године за издавачке куће City Records и JVP Vertrieb AG. Текстове песама су написале Марина Туцаковић и Љиљана Јорговановић.

## Списак песама
| №   | Назив                      | Трајање |  |
| 1.  | Венера                     | 3:03    |  |
| 2.  | Ти ипак својој дјеци       | 4:13    |  |
| 3.  | Рани ме                    | 3:42    |  |
| 4.  | Шта би вило                | 3:54    |  |
| 5.  | Љубомора (дует са Баки Б3) | 4:30    |  |
| 6.  | Мене ти                    | 5:00    |  |
| 7.  | Чек без покрића            | 3:17    |  |
| 8.  | Dee Jay                    | 3:00    |  |
| 9.  | Ах што причаш              | 5:20    |  |
| 10. | Самоодбрана                | 3:56    |  |

## Обраде страних песама
Романа је обрадила пет страних песама која се налазе на овом албуму:
- Венера (оригинал: Наталија Ореиро - Tu veneno)
- Ти ипак својој дјеци (оригинал: Деспина Ванди - Giatriko)
- Љубомора (оригинал: Aşkın Nur Yengi - Ayıpsın)
- Мене ти (оригинал: Aşkın Nur Yengi - Hadi git)
- Самоодбрана (оригинал: Fulden Uras - Birileri gelsede)